# باب‌اسفنجی شلوارمکعبی (فصل ۸)
فصل ششم باب اسفنجی شلوار مکعبیصل هشتم سریال تلویزیونی انیمیشن باب اسفنجی شلوار مکعبی است، که توسط زیست‌شناس و انیماتور استیون هیلنبرگ ساخته شده است. شروع پخش این سریال در ۲۷ مارس ۲۰۱۱ تا ۱۸ اکتبر ۲۰۱۱ (۷ فروردین ۱۳۹۰ و پایان آن در ۲۶ آبان ۱۳۹۱) بود که در شبکهٔ نیکلودئون در ایالات متحده پخش شد. این فصل شامل ۲۶ قسمت (۴۷ بخش) بود، که با قسمت‌های «یک بازی دوستانه» و «گزارش شفاهی» شروع می‌شود. در این فصل مدیریت اجرایی تولید به عهدهٔ استیون هیلنبرگ و نویسندگی به عهده پائول تیبیت بود. در سال ۲۰۱۱، سریال فرار جاده ای باب اسفنجی، مجموعه‌ای متشکل از پنج قسمت از فصل، راه‌اندازی شد.